# Diabelski Most w Czernej
Diabelski Most – były most (obecnie ruiny) w miejscowości Czerna w Dolinie Eliaszówki w województwie małopolskim. Znajduje się na Krzeszówce, dawniej nazywanej w tym miejscu Eliaszówką.
Przy drodze do klasztoru w Czernej i drodze z Krzeszowic przez Gorenice do Olkusza, widać ruiny arkadowego mostu eremickiego, wybudowanego przez pustelników. Miał 18 metrów wysokości, 120 metrów długości i 9,5 metra szerokości. Nazwano go mostem anielskim, zaś okoliczni mieszkańcy – diabelskim ze względu na wiele podań z nim związanych – taką nazwę nosi do dziś.
Powstał w latach 1671–1691, stanowił dojście do klasztoru od drogi siedleckiej, prowadzącej do majątku karmelitów w Siedlcu. Na przeciwległym brzegu Doliny Eliaszówki zachowały się ruiny XVII-wiecznej furty klasztornej, kaplicy i bramy wjazdowej tzw. Bramy Siedleckiej.
Na kamiennych filarach, dwumetrowej grubości, ponad głębokim jarem budowniczy przerzucił 11 arkad z kamiennymi balustradami i figurami świętych przy wjeździe i u wylotu mostu.
Przy furcie za mostem znajdował się budynek z pokojami gościnnymi, stajnią oraz pralnią, powstałą w 1673 roku. Za mostem znajdowała się także kapliczka, w której była odprawiana msza dla świeckich i służby. Z biegiem lat budowla ulegała powolnemu niszczeniu. Już w 1843 roku most był środkiem uszkodzony. Od 1889 roku z powodu osunięcia się w części łuku środkowego i ogólnego złego stanu technicznego został wyłączony z użytkowania.
Most Diabelski kształtem przypominający rzymskie akwedukty jest unikatową tego typu budowlą na skalę europejską. Na początku XX wieku jego restaurację wyceniono na 80 000 koron.

## Legendy
Jedno z podań głosi, że raz do roku odbywa się tutaj zjazd diabłów i wszystkich złych duchów, któremu przewodzi sam Lucyfer z pomocą Belzebuba. Obradom przysłuchują się czarownice.
Inna legenda mówi, że pod mostem zakopany jest ogromny skarb, złożony ze złota, srebra i diamentów, którego pilnuje sam diabeł, a inny duch czyha na moście na największych grzeszników, a gdy którego złapie – leci nad Czarny Staw w Tenczynku i tam go topi.

## Szlaki turystyczne
Szlak Dolinek Jurajskich – z Olkusza przez Dolinę Eliaszówki i rezerwat przyrody oraz Dolinę Racławki do Paczółtowic.
 – Szlak rowerowy z Krzeszowic przez Bartlową Górę, Dolinę Eliaszówki, Dębnik i Siedlec do Krzeszowic.

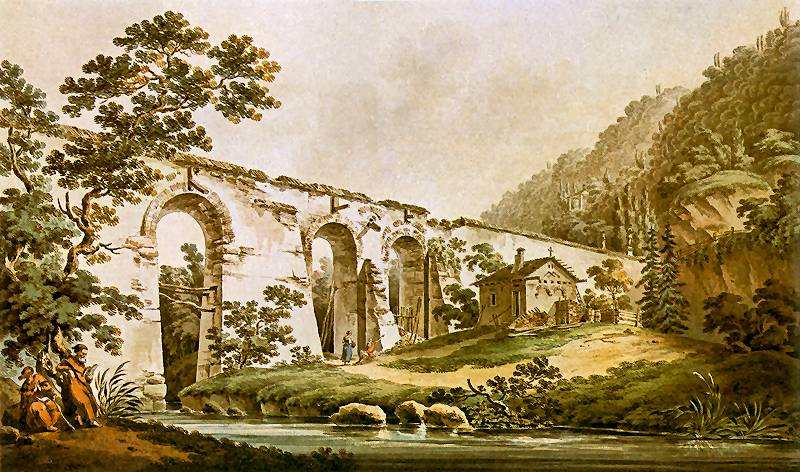
Diabelski Most w 1787 r. Akwarela Zygmunta Vogla